# Peugeot (equipo ciclista)
El Peugeot fue un equipo ciclista en carretera francés que existió entre 1901 y 1989. Se considera el equipo ciclista con el mejor palmarés de la historia, muy por delante del segundo y tercer clasificado, el Atala y el Mercier respectivamente. Durante su larga existencia ganó diez ediciones del Tour de Francia, tres de la Vuelta a España y cinco París-Roubaix, entre muchos otros títulos. Fue patrocinado y corrió con bicicletas de la marca Peugeot.
El 1990 con la retirada del patrocinio de Peugeot, el equipo se nombró simplemente Z, y postreriomente Gan y Crédit Agricole.

## Principal palmarés

### Grandes carreras
- Tour de Francia
  - 36 participationes (1904, 1905, 1906, 1907, 1908, 1912, 1913, 1914, 1922, 1923, 1962, 1963, 1964, 1965, 1966, 1969, 1970, 1971, 1972, 1973, 1974, 1975, 1976, 1977, 1978, 1979, 1980, 1981, 1982, 1983, 1984, 1985, 1986, 1987, 1988, 1989)
  - 123 victorias de etapas 
    - 1 en 1904: Michel Frédérick
    - 8 en 1905: Louis Trousselier (5), Hippolyte Aucouturier (3)
    - 11 en 1906: René Pottier (5), Louis Trousselier (4), Georges Passerieu (2)
    - 12 en 1907: Émile Georget (6), Lucien Petit-Breton (2), Gustave Garrigou (2), Georges Passerieu (2)
    - 14 en 1908: Lucien Petit-Breton (5), François Faber (4), Georges Passerieu (3), Jean-Baptiste Dortignacq, Georges Paulmier
    - 10 en 1913: Marcel Buysse (6), François Faber (2), Gustave Garrigou, Philippe Thys
    - 12 en 1914: Henri Pélissier (4), François Faber (2), Oscar Egg (2), Jean Alavoine, Philippe Thys, Gustave Garrigou, Firmin Lambot
    - 11 en 1922: Philippe Thys (5), Jean Alavoine (3), Robert Jacquinot (2), Romain Bellenger
    - 7 en 1923: Jean Alavoine (3), Robert Jacquinot (2), Romain Bellenger, Joseph Muller
    - 1 en 1963: Pino Cerami
    - 1 en 1966: Ferdinand Bracke
    - 2 en 1969: Roger Pingeon, Raymond Delisle
    - 3 en 1970: Bernard Thévenet, Christian Raymond, Jean-Pierre Danguillaume
    - 3 en 1971: Bernard Thévenet, Walter Godefroot, Jean-Pierre Danguillaume
    - 3 en 1972: Bernard Thévenet (2), Walter Godefroot
    - 3 en 1973: Bernard Thévenet (2), Jean-Pierre Danguillaume
    - 2 en 1974: Jean-Pierre Danguillaume (2)
    - 3 en 1975: Bernard Thévenet (2), Jacques Esclassan
    - 2 en 1976: Raymond Delisle, Jacques Esclassan
    - 5 en 1977: Jean-Pierre Danguillaume (2), Régis Delépine, Jacques Esclassan, Bernard Thévenet
    - 2 en 1978: Jacques Esclassan (2)
    - 2 en 1982: Phil Anderson, Pascal Simon
    - 1 en 1983: Robert Millar
    - 1 en 1984: Robert Millar
    - 1 en 1985: Francis Castaing
    - 1 en 1988: Jérôme Simon
    - 1 en 1989: Robert Millar

  - 9 victorias finales
    - 1905: Louis Trousselier
    - 1906: René Pottier
    - 1907 y 1908:  Lucien Petit-Breton
    - 1913 y 1914: Philippe Thys
    - 1922: Firmin Lambot
    - 1975 et 1977: Bernard Thévenet

  - 10 clasificaciones anexos
    - Clasificación por puntos: Jacques Esclassan (1977)  y 1981
    - Gran Premio de la montaña: Robert Millar (1984)
    - Clasificación del mejor joven: Phil Anderson (1982)
    - Premio de la combatividad: Raymond Delisle (1976), Hennie Kuiper (1979) y Jérôme Simon (1988)
    - Clasificación de esprints intermedios: Gilbert Duclos-Lassalle (1987)
    - Clasificación por equipos: 1981

- Giro de Italia
  - 8 participationes (1909, 1912, 1913, 1922, 1948, 1967, 1968, 1979)
  - 7 victorias de etapas 
    - 2 en 1909: Dario Beni (2)
    - 2 en 1913: Giuseppe Santhia (2)
    - 2 en 1967: Eddy Merckx (2)
    - 1 en 1979: Alan van Heerden

- Vuelta a España
  - 8 participaciones (1948, 1950, 1967, 1969, 1971, 1973, 1974, 1985)
  - 12 victorias de etapas 
    - 2 en 1950: Rik Evens (2)
    - 2 en 1967: Tom Simpson (2)
    - 2 en 1969: Roger Pingeon (2)
    - 3 en 1971: Walter Godefroot (2), Wilfried David
    - 2 en 1973: Jacques Esclassan, Walter Godefroot
    - 1 en 1974: Raymond Delisle

  - 3 victorias finales 
    - 1948: Bernardo Ruiz
    - 1969: Roger Pingeon
    - 1971: Ferdinand Bracke

### Campeonatos del Mundo
- Campeonato del mundo en ruta: 1957, 1965, 1967
- Campeonato del Mundo de Ciclocrós: 1961, 1963

### Clásicas
- Milán-San Remo: Lucien Petit-Breton (1907), Tom Simpson (1964), Eddy Merckx (1966 y  1967)
- París-Roubaix: Hippolyte Aucouturier (1904), Louis Trousselier (1905), Georges Passerieu (1907), François Faber (1913), Pino Cerami (1960) y Émile Daems (1963)
- Amstel Gold Race: Phil Anderson (1983)
- Gante-Wevelgem: Eddy Merckx (1967)
- Tour de Flandes: Eric Leman (1973)
- Lieja-Bastoña-Lieja: Camille Danguillaume (1949), Frans Schoubben (1957)
- Gran Premio de las Naciones:  1949 (Charles Coste) y 1962 (Ferdinand Bracke)
- Giro de Lombardía: 1907 (Gustave Garrigou), 1908 (François Faber), 1917 (Philippe Thys) y 1965 (Tom Simpson)
- Flecha Valona: 1953 (Stan Ockers), 1957 (Raymond Impanis), 1960 (Pino Cerami), 1967 (Eddy Merckx) y 1978 (Michel Laurent)
- Burdeos-París: 1905 (Hippolyte Aucouturier), 1963 (Tom Simpson), 1983 (Gilbert Duclos-Lassalle) y 1984 (Hubert Linard)
- París-Tours: 1906 (Lucien Petit-Breton), 1907 (Georges Passerieu), 1914 (Oscar Egg), 1917 y 1918 (Philippe Thys), 1951 (Jacques Dupont) y 1970 (Jürgen Tschan)
- París-Bruselas: 1907 (Gustave Garrigou), 1908 (Lucien Petit-Breton), 1954 (Marcel Hendrickx), 1959 (Frans Schoubben), 1961 (Pino Cerami) y 1964 (Georges Van Coningsloo)

### Carreras por etapas
- Vuelta a Bélgica: 1908 (Lucien Petit-Breton) et 1957 (Pino Cerami)
- Tour de Romandía: 1948 (Ferdi Kübler), 1972 (Bernard Thévenet) y 1983 (Stephen Roche)
- Vuelta a Suiza: 1948 (Ferdi Kübler)
- Critérium Internacional: 1946 y 1948 (Camille Danguillaume), 1949 (Émile Idée), 1973 (Jean-Pierre Danguillaume) y 1974 (Bernard Thévenet)
- París-Niza: 1967 (Tom Simpson), 1980 (Gilbert Duclos-Lassalle) y 1981 (Stephen Roche)
- Volta a Cataluña: 1958 (Richard Van Genechten), 1961 (Henri Duez), 1974 (Bernard Thévenet) y 1985 (Robert Millar)
- Critérium del Dauphiné: 1975 y 1976 (Bernard Thévenet) y 1982 (Michel Laurent)